# Mastigias ocellatus
Mastigias ocellatus is een schijfkwal uit de familie Mastigiidae. De kwal komt uit het geslacht Mastigias.